# 모그모그
모그모그는 2015년 싱글 《Help Me Make It Through The Night》으로 데뷔한 대한민국의 음악 그룹이다.

## 음반
- Help Me Make It Through The Night (2015)
- 새벽 (2015)
- 혼자 쓰는 이야기 (2017)
- 봄꽃 (2019)